# Ламберт, Карл Карлович
Граф Карл Карлович Ламберт (1815—1865) — генерал русской императорской армии, участник Кавказской войны.
Брат Иосифа Карловича Ламберта.

## Биография
Родился в октябре 1815 года. Происходил из ангулемского рыцарского рода XIII в. (маркизы с 1644 гг.), — сын генерала от кавалерии и сенатора графа Карла Осиповича Ламберта. По окончании Пажеского корпуса, был выпущен 2 октября 1833 года корнетом в лейб-гвардии Кирасирский Наследника Цесаревича полк, 28 января 1836 года произведён в поручики и 6 декабря 1837 переведён в Кавалергардский полк.
15 апреля 1840 года был командирован в Отдельный Кавказский корпус и в кампании того же года был в десантных операциях отряда генерала Н. Н. Раевского на черноморском побережье Кавказа, участвовал в закладке укреплений Вельяминовского в устье р. Туапсе и Лазаревского; осенью находился в отряде генерала А. В. Галафеева в боевой экспедиции в Большую Чечню. За отличие в бою в Гехинском лесу Ламберт 14 февраля 1841 года получил орден Св. Анны 4-й степени, а за бой при Бата-Юрте 7 августа — орден Св. Станислава 3-й степени.
6 декабря 1843 года произведён в штабс-ротмистры и пожалован во флигель-адъютанты «за отличие в делах против горцев»; 16 (февраля 1844 он снова был командирован в Чечню и 3 мая был уже в отряде, состоявшем под командой генерал-лейтенанта В. И. Гурко; назначенный в распоряжение генерала А. И. Нейдгардта, Ламберт до конца ноября постоянно находился в походах и перестрелках с горцами, за отличие был произведён 22 августа того же года в ротмистры, а 6 декабря — в полковники.
6 февраля 1845 года граф Ламберт был командирован в Ярославскую губернию для наблюдения за рекрутским набором, а 6 сентября уволен в заграничный отпуск. По возвращении из отпуска в сентябре 1847 года он отправился в Винницу на войсковой сбор и оттуда в Херсонскую губернию для проведения рекрутского набора. За отличное исполнение этого поручения был удостоен 6 декабря 1847 года ордена Св. Анны 2-й степени.
9 декабря 1848 года Ламберт был назначен исправляющим должность начальника штаба 2-го резервного кавалерийского корпуса и принял участие в Венгерской кампании в составе отряда барона Д. Е. Остен-Сакена.

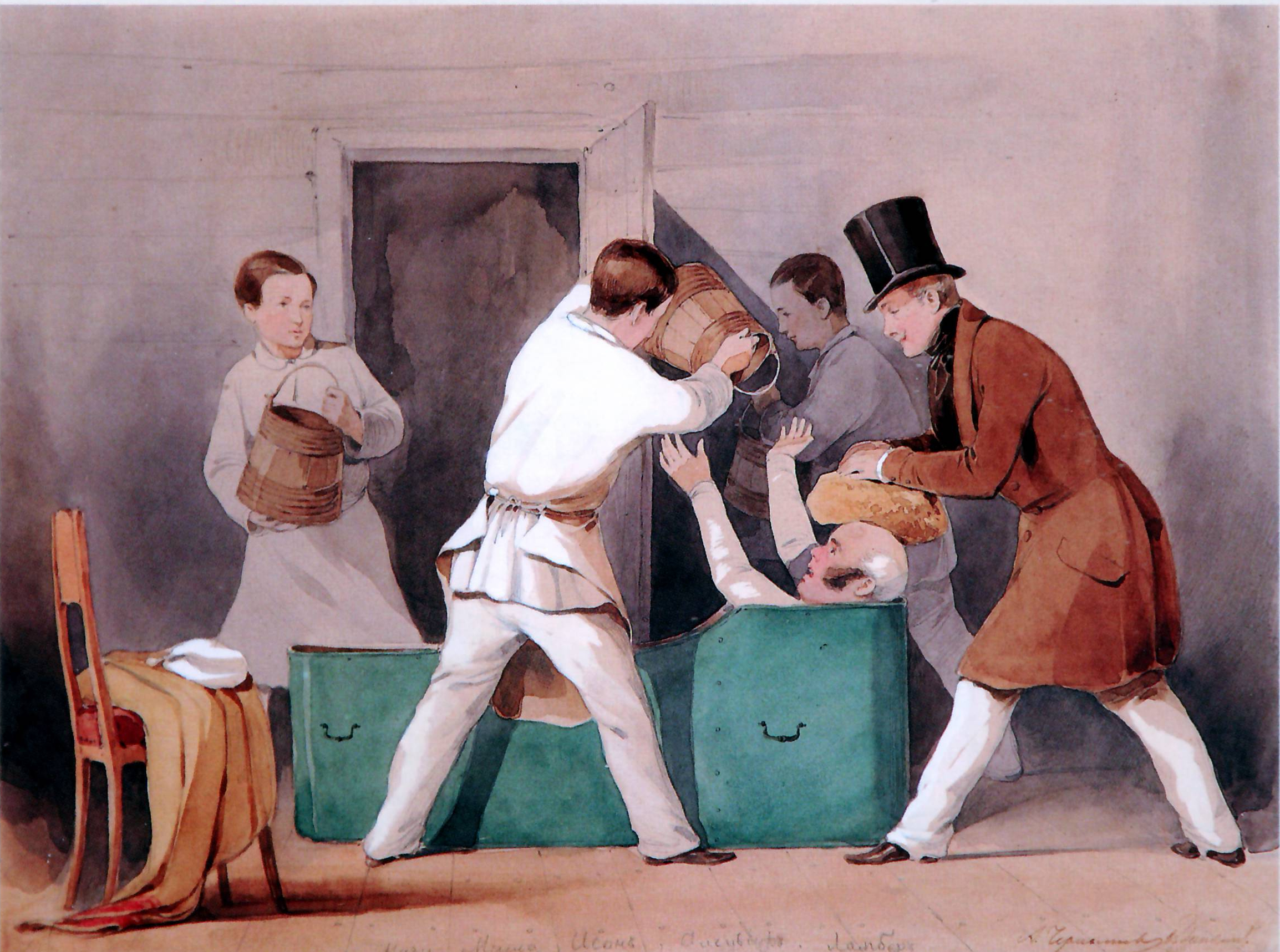
А. Ф. Чернышёв. «Великокняжеские игры». Слева направо: вел. кн. Николай Николаевич Ст., Михаил Николаевич, неизвестный, обер-гофмейстер Василий Дмитриевич Олсуфьев (в корыте) и флигель-адъютант граф Карл Карлович де Ламберт. 1846. Коллекция Подстаницких

7 августа 1849 года был произведён в генерал-майоры, зачислен в свиту и назначен начальником штаба 1-го резервного кавалерийского корпуса; 6 декабря 1853 года был назначен командиром лейб-гвардии Конного полка. Во время Крымской войны Ламберт с полком стоял в Стрельне и охранял побережье Финского залива, 5 августа 1855 года он получил мечи к ордену Св. Станислава 3-й степени.
Был назначен 12 декабря 1854 года командиром 1-й бригады гвардейской кирасирской дивизии, с оставлением командиром полка и 25 января следующего года получил в приказе по гвардейскому и гренадерскому корпусам «признательность» Наследника Цесаревича «за весьма хорошее состояние школы военных кантонистов лейб-гвардии Конного полка и за успехи во фронтовой и учебной частях оной». 17 апреля 1855 года граф Ламберт был пожалован в генерал-адъютанты, а 27 декабря отчислен от занимаемых должностей.

### Наместник Царства Польского
Император Александр II, давно знавший граф Ламберта, возлагал на него исполнение нескольких особых поручений; 30 августа 1857 года он был произведён в генерал-лейтенанты и всю осень находился в поездке для осмотра Южных военных поселений; 6 августа 1861 года был произведён в генералы от кавалерии и в тот же день назначен исправляющим должность наместника Царства Польского и командующим 1-й армией, а 12 августа был назначен членом Государственного совета.
Сравнительно молодой, мягкий, изящный в приёмах и благовоспитанный, к тому же римско-католического исповедания, Ламберт являлся резкой противоположностью Николаю Онуфриевичу Сухозанету, которого он заменял в должности наместника Царства Польского; император возлагал большие надежды на то, что Ламберту удастся успокоить Польшу. Граф Ламберт, вызванный для новой должности из Парижа, где он лечился после перелома ноги, по пути заехал в Варшаву, где старался, насколько позволяли обстоятельства, собрать сведения о положении дел в Царстве Польском. Положение нового наместника было весьма затруднительное, тем более, что от него ожидали многого. Назначение графа Ламберта было сопровождено рескриптом, в котором ему был указан путь и средства к достижению намеченной цели. «Назначая вас исправляющим должность наместника моего в Царстве Польском, — писал император в рескрипте, — и облекая вас полным доверием, я поручаю вам принять все меры к благоуспешному действию государственных учреждений, дарованных Царству указом моим 14 марта сего года. Остаюсь при этом в твёрдой уверенности, что жители Царства просвещённым и здравым умом своим поймут, что только в правильном развитии этих учреждений они могут обрести залог дальнейшего успеха в самобытности управления и общественного благосостояния, а не в раздоре и народных волнениях, поставляющих преграды к осуществлению лучших намерений и предначертаний. Призовите к содействию в трудах ваших людей способных и благомыслящих, дабы действительные нужды любезных мне подданных восходили ко мне через посредство ваше, как законное выражение общих желаний, зрело обдуманных в кругу просвещённых и благонамеренных сограждан, а не в виде заявления обманчивых увлечений, внушаемых врагами всякого порядка. Восстановите спокойствие в крае, а я, со своей стороны, с радостью готов предать забвению минувшее и на доверие ко мне и любовь Польского народа отвечать всегда тем же». Граф Ламберт ехал в Царство Польское с верой в себя и в способность свою умиротворить край. В 2 часа ночи 13 августа Сухозанет отправил государю депешу: «Имею счастье донести, вчера граф Ламберт прибыл в 11 часов вечера. В городе было всё совершенно спокойно, повода к уличным арестованиям не было. Арестовано в квартирах 6 руководителей, с забранием бумаг; надеюсь открыть связь их сообщников». На другой день утром 13 августа и новый наместник телеграфировал: «Имею счастье донести: вчера в городе всё совершенно спокойно, повода к уличным арестованиям но было. Вступил в управление краем и армией». — «Дай Бог, — ответил Государь, — чтобы вступление твоё в управление было в добрый час. Открылось ли что важное в последнее арестование, о котором доносит генерал-адъютант Сухозанет в последней своей телеграмме?» Граф Ламберт на этот запрос сообщал: «Разыскания продолжаются, но важных открытий по сю пору не предвижу». Так произошла замена старого режима новым.
Первые дни по вступлении в управление краем Ламберт сообщал Государю в своих депешах постоянно, что «в городе спокойно» или «особых происшествий не было», но в то же время он не мог скрыть фактов, которым старался не придавать значения важности. 20 августа Государь телеграфировал наместнику: «Первые распоряжения твои одобряю, но последующие твои телеграммы доказывают продолжающееся своеволие, оно далее терпимо быть не должно ни в Варшаве, ни в провинциях, и потому требую, чтобы те местности, которые ты сочтёшь нужным, были объявлены на военном положении». 21 августа Ламберт в депеше сообщал Государю: «Особых происшествий не было; вести из западных губерний производят заметное волнение умов; объявления о панихидах в церквах ходят по рукам», а 22 августа писал: «Вчера особого волнения в городе не замечалось, но в церквах были богослужения по случаю происшествий в Вильне, преувеличенных агитаторами; траур усилился и лавки оставались во время службы запертыми». На депешу Ламберта государь ответил: «Сегодняшняя телеграмма ещё более убеждает меня в необходимости строгих мер, дабы таковые были приняты одновременно как в Литве, так и в Польше». Но граф Ламберт представил, что объявлять военное положение теперь нет повода, потому что положение не изменилось к худшему, несмотря на то, что войска сняты; к тому же наружная полиция ещё не устроена, тайной полиции нет, и мы сами мало ознакомились с делом; не мудрено, признавался он, что будет волнение в день взятия Варшавы, но не видел в этом опасности; ему казалось, что объявлением военного положения волнений не предотвратить, «а, в случае необходимости, войска у нас всегда в готовности», заключал он своё донесение. В то же время граф Ламберт просил о возможно скорейшем назначении известного севастопольского героя, генерала Хрулёва, командиром корпуса и об усилении полиции сотней нижних чинов гвардии, что «крайне необходимо». Государь 24 августа предписал Ламберту: «В день взятия Варшавы никаких демонстраций не допускать, и если, несмотря на принятые меры, таковые состоятся, то Варшаву объявить непременно в военном положений; тем же руководствоваться и в прочих местностях и приступить к немедленному обезоружению жителей».
День 26 августа, против ожидания, прошёл спокойно, но 28 августа были крупные беспорядки в Ленчице, а 30 августа — в Калише. Ламберт сам уже стал сознавать необходимость введения военного положения, но старался оттянуть этот неприятный ему шаг; беспорядки не прекращались. 23 сентября, рано утром, в кафедральном храме св. Яна происходило «набожество», на коем присутствовал приглашённый «цех чиновничий»; 28 сентября совершено было пышное, шумное, демонстративное погребение Варшавского митрополита Фиалковского при многочисленном стечении народа. Получив извещение об этой демонстрации 29 сентября, Государь депешей высказал, что он «крайне недоволен допущением знамён с возмутительными изображениями» и снова настаивал на военном положении. Между тем, вслед за похоронами Фиалковского, в Варшаве стали ожидать новых беспорядков по случаю празднования памяти Костюшки. 30 сентября граф Ламберт сообщал Государю, что «состояние умов очень нехорошо и вскоре военное положение сделается неизбежным», а 2 октября: «в предупреждение новых возмутительных заявлений по случаю памяти о Костюшке, долженствующей праздноваться завтра, я признал необходимым безотложно объявить всё Царство на военном положении. В городе войска занимают свои места нынешнею ночью». Государь вполне одобрил этот поступок наместника.
3 октября в костёлах были произведены демонстрации и в несколько костёлов введены войска и арестованы находившиеся в костёле, но затем, ввиду крайнего возбуждения фактом ареста в церквах, граф Ламберт приказал до 1600 человек из арестованных отпустить «по старости или малолетству». Эту разборку арестованных наместник приказал лично, утром 4 октября, произвести генералу Левшину, вместе с комендантом Варшавской цитадели Ермоловым, не предварив о том генерал-губернатора Герштенцвейга. Герштенцвейг, который с самого начала стоял за более энергичные и последовательные меры и который, по приказанию наместника, лично был при аресте демонстрантов в костёлах, был крайне раздражён тем, что наместник без его ведома отменил решения, исполненные накануне Герштенцвейгом по приказанию его, наместника; между ним и наместником, в кабинете последнего, произошло бурное объяснение, в котором Герштенцвейг назвал графа Ламберта «изменником». Результатом была американская дуэль; жребий застрелиться пал на Герштенцвейга. Утром 5 октября 1861 года Герштенцвейг привёл этот приговор судьбы в исполнение. Ламберт известил Государя о самоубийстве Герштенцвейга и о своём нездоровье, которое заставляло его просить отставки; ему немедленно разрешён был отпуск и временно в Варшаву был послан опять генерал-адъютант Сухозанет; 11 октября, граф Ламберт телеграфировал Государю: «В Варшаве и провинциях совершенно спокойно; возмутительные и эмблематические явления всякого рода исчезли. Генерал-адъютант Сухозанет прибыл вчера в 12 часов ночи и вступил сегодня в исправление должности. Выезжаю за границу в 11 часов вечера».
21 апреля 1862 года граф Ламберт был официально уволен, по расстроенному здоровью, от должности наместника и командующего 1-й армией, но с оставлением в званиях генерал-адъютанта и члена Государственного совета. Так окончилось всего двухмесячное наместничество графа Ламберта.
Был женат с 1864 года на Маргарите Станиславовне, урождённой графине Ланком де Брев. У них родился сын Александр. Остальную часть жизни граф Ламберт, больной чахоткой, провёл на о. Мадейре, где и умер 20 июня (2 июля) 1865 года.

## Награды
Ламберт среди прочих наград имел ордена св. Анны 1-й степени (22 декабря 1851 г./3 января 1852 г.), св. Владимира 2-й степени (23 сентября/5 октября 1852 г.) и Белого Орла (1/13 января 1859 г.).